# Pop (religija)
Pop je naziv za svećenika u određenim kršćanskim denominacijama. Riječ pop potječe od grčkoga παπάς (papás – otac), a u praslavenski jezik ušla je u obliku popъ posredstvom starovisokonjemačkoga phaffo.
U nekim područjima označava pravoslavnog svećenika dok negdje se koristi i za katoličke.